# Schnee in den Ardennen
Das Buch Schnee in den Ardennen ist ein im Jahr 2003 bei Suhrkamp erschienenes, als Journalroman bezeichnetes Werk des rheinischen Schriftstellers und Lyrikers Jürgen Becker. 

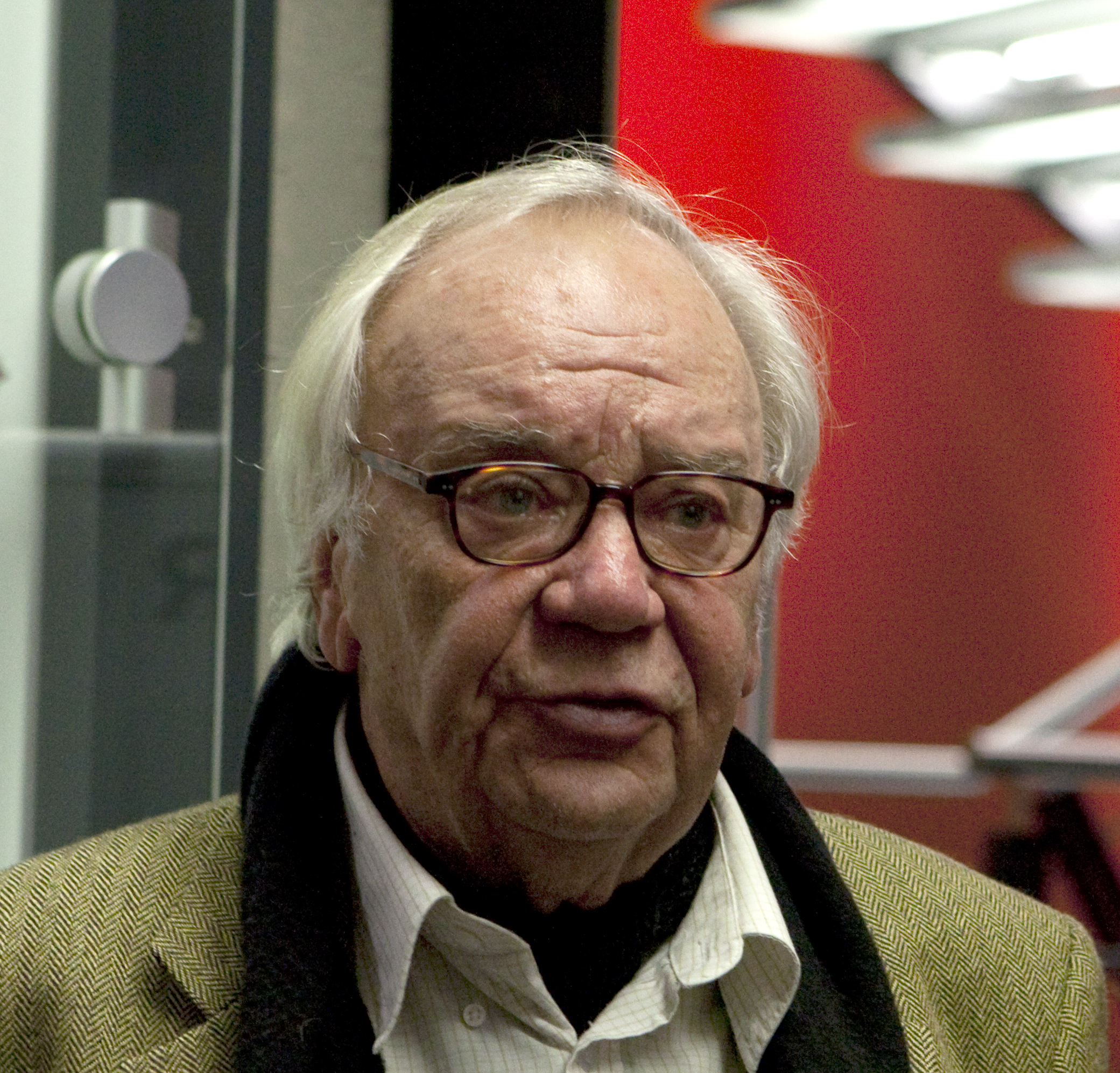
Jürgen Becker am 26. November 2009 in Köln

## Journalroman
Formal ist der Text in drei Abschnitte eingeteilt. Teil I und III bestreitet der namenloses Erzähler. Beide Teile haben ihre räumlichen Zentren in Deutschland West und Deutschland Ost. Der Ortsname Odenthal, bis in die Gegenwart jahrzehntelange Heimat des Erzählers, wird vermieden, der sichtbare und hörbare Kontakt zum Altenberger Dom jedoch mehrfach erwähnt. Teil II, der 40 von insgesamt rund 180 Seiten umfasst, wird von Jörn erzählt und hat als Schauplatz eine kleine griechische Insel. Trotz der Dreiteilung ist der gesamte Text, wie das Leben, in vielfältiger Weise miteinander verwoben.
Die tagebuchartigen Aufzeichnungen bestehen aus kleinen Berichten, kommen als knappe Sätze und sogar als einzelne Worte vor. Gemeinsam ist ihnen eine äußerst genau Beobachtung und eine einfühlsame Darstellung. Eine Datierung fehlt, wie es einem Roman entspricht. Das Buch ist 2003 erschienen, und der Erzähler erwähnt „die fehlenden beiden Zwillingstürme, die aus der New Yorker Skyline jetzt verschwunden sind.“ (S. 75)
In diesen Tagen des Schreckens, der Wut und der Teilnahme, die der Erzähler empfindet, lässt Jürgen Becker sich über die Schulter schauen und beschreibt seine Beschäftigung mit einer Art Tageschronik. In diesem „September hat er nur in den ersten zehn Tagen etwas notiert. Danach bleiben die Seiten leer.“ (S. 77)
Ansonsten springt der Erzähler scheinbar beliebig zwischen den Orten und Zeiten seines Lebens. Aber nur scheinbar, denn eine Erinnerung „wird in der Gegenwart durch ein aktuelles Ereignis ausgelöst, das ganz unerheblich, kaum wahrnehmbar sein kann, vielleicht durch einen Geruch, einen sich bewegenden Schatten, ein Geräusch aus der Nähe.“ (S. 76)
Schon im ersten Satz des Buches findet der Erzähler ein Foto wieder, ohne danach gesucht zu haben. Dieses Foto des berühmten Fotografen Robert Capa von amerikanischen Soldaten bei den Kämpfen im Winter 1944 kommt bei Beginn des dritten Teils wieder vor. Hier erfährt der Leser etwas über Beckers Beziehung zu den Ardennen. Und hier erfährt er auch etwas über den Titel des Buches, denn auf dem Foto liegt Schnee in den Ardennen. Dann, in den letzten Sätzen des Buches, taucht dieses Foto wieder auf. In der Gegenwart des Erzählers ist es Winter und er wird verreisen, wenn es zu schneien anfängt.
Immer wieder ist von Schnee die Rede. Der Winter dauert auf den Höhen des Bergischen Landes eben länger als in der Kölner Bucht. Auch für sein Alter Ego Jörn hat Jürgen Becker den Familiennamen Winter gewählt. 
Ausgerechnet Jörn Winter erzählt dann in Teil II von einer Reise auf eine warme, sonnendurchflutete griechische Insel. Dort trifft er nur auf einige wenige Einheimische und verlassene Dörfer. Mitteleuropäische Wohlstandsbürger haben sich in eigenen, abgelegenen Häusern niedergelassen, nicht in den Dörfern. Einer, der sich dort aufhält, ist der Maler Achim, den Jörn aus Deutschland kennt. Er hat seinen Namen zu Micha umgestellt und versucht, seinen Tagtraum eines anderen Lebens zu leben. Hier erteilt der Erzähler in selten rigoroser Weise diesem Schwindel und dieser (Selbst-)Täuschung eine Abfuhr.
An anderen Stellen hält der Erzähler dem Leser in feinfühliger Weise den Spiegel vor und lässt ihn an der Weisheit seiner 70 Lebensjahre teilhaben. 

„So lange das her ist, die Räume haben ein Gedächtnis bewahrt, das sich dem Bewohner öffnet, wenn er mit ganzer Intensität seinen Sinnen, seinen Einbildungen vertraut.“

„Der Bewegungsmelder ist eine Installation des Mißtrauens, und lange stehe ich hinausgelehnt im Fenster.“

„Für den auch, der nach Hause kommt, ist nachts der Bewegungsmelder da, eine Installation, die willkommen heißt.“

„Man kennt ja die Strecke, man fährt sie täglich wie im Schlaf. Dann bemerke ich das Verkehrsschild, das vor der ersten Kurve steht und die Schleudergefahr anzeigt. Steht es schon immer da? Wahrscheinlich. Algen und Rost, Spuren von Witterung behaften das Schild. Wahrgenommen habe ich es nie.“

Nach dem Tod der Katze, die zwanzig Jahre mit im Haus lebte:

„Es gibt ja wenige Stellen im Gelände, die nicht an Hannchens Anwesenheit erinnern. Wobei es für die Erinnerung, der erst das Vergessen vorangehen muß, noch zu früh ist – eher ist noch die Gegenwart spürbar, die Gegenwart eines Lebewesens, das zum Alltag, zu den Selbstverständlichkeiten, den Gewohnheiten des eigenen Lebens gehört hat.“

Jürgen Becker, 1932 in Köln geboren, lebt von 1939 bis 1947 in Erfurt, also in den bewusst aufnahmefähigen Jahren seiner Jugend.

„Mit dem Wunder der Einheit, wie Jörn sagte, leuchteten die alten Bilder wieder auf – nur, es waren wirklich alte Bilder, rissige, verblaßte, und oft stand die Erinnerung im Leeren da. Nein, sagte Jörn, da war an verlorener Zeit nichts zurückzuholen, und was ich zu vergegenwärtigen glaubte, vielleicht waren es entschwundene Imaginationen. Der alte Mann jetzt, der ich bin, fängt quasi wieder von vorn an, und wenn er sich dabei zurückversetzt in den kleinen Ferienjungen und nach alten Spuren sucht, entdeckt er, entdeckt er erst die ganze Gegend, sieht er das Nochniegesehene, trifft er auf Spuren, die er wahrlich nicht erwartet hat.“

„Will ich denn wissen, was da drin ist in den alten, noch immer unausgepackten Kartons?“

Dann eine rätselhafte Bemerkung. Ist das ein Bild für die Fehler, die der Mensch immer wieder macht, jeder für sich allein? Oder für die Hoffnung, die nicht vergeht?

„An der Haltestelle, die auf freiem Feld lag, stieg der Mann, der vorne aus dem Bus geklettert war, hinten wieder ein.“

## Buch für die Stadt
Schnee in den Ardennen war im Jahr 2009 das Buch für die Stadt in Köln und der Region zwischen Eifel und Bergischem Land.

## Ausgaben
- Schnee in den Ardennen. Journalroman. Suhrkamp, Frankfurt 2003, ISBN 3-518-41458-5[2]
- Jürgen Becker: Schnee in den Ardennen. Suhrkamp, Frankfurt am Main 2009, ISBN 978-3-518-46130-3, S. 186 (Sonderausgabe).
- Schnee in den Ardennen, 2. Auflage, Suhrkamp-Taschenbuch, Frankfurt am Main 2014,  ISBN 978-3-518-46130-3